# IOS 11
iOS 11는 애플이 개발한 iOS 모바일 운영 체제 중 11번째 주요 릴리스이며, iOS 10의 뒤를 잇는다. 2017년 6월 5일 세계 개발자 회의(WWDC)에서 발표되었다. 최초의 베타 버전은 키노트 발표 후 개발자들을 위해 공개되었으며, 퍼블릭 베타는 6월 말에 출시되었고, 2017년 9월19일에 정식 버전이 출시되었다.
iOS 11은, 파일 탐색기의 기능을 공식적으로 지원하며, 멀티태스킹이 강화되었고, 애니모티콘 기능 등 사용자 친화적인 기능이 추가되었다. 이 외에 다양한 기능이 자잘하게 변경되었다.
iOS 11의 긍정적인 평은, 아이패드의 멀티태스킹 능력을 강화한 독 등 다양한 기능은 칭찬받을만 하다고 평한 바 있다.
iOS 11은 타사 애플리케이션 부족, 와이파이 네트워크 선택의 폭이 적은 등 비교적 작은 화면에 비해 어려운 사용에 대해 비판을 받았으나, 맞춤형 토글을 제공하는 등 새롭게 디자인 된 컨트롤 센터에 대해 많은 찬사가 있었다. 또한, iOS11은 앱 스토어 (iOS)의 리뉴얼, Siri의 업데이트, 화면 녹화 기능과 파일 관리를 위한 파일 앱 도입 또한 긍정적인 평가가 있다.
2017년 11월 기준, 약 52%의 iOS 기기가 iOS 11을 사용중이다.
iOS 11은 32비트 앱이나 32비트 프로세서를 지원하지 않는 최초의 iOS 버전입니다. 따라서 64비트 앱이나 64비트 프로세서만 지원합니다. (32비트 앱은 64비트로 업데이트해야 합니다.) iOS 11을 설치한 후, 사용자가 아직 64비트로 업데이트되지 않은 32비트 앱을 열려고 하면 iOS가 해당 앱을 실행하지 않습니다. iOS 10.3은 32비트 앱을 실행할 때 사용자에게 향후 변경 사항에 대한 경고 팝업을 표시하고, 설정의 새로운 메뉴를 통해 사용자는 기기에서 iOS 11 업데이트와 호환되지 않는 앱을 빠르게 확인할 수 있습니다.

## 지원 장치
iOS 11의 빌드로, 32비트 프로세서의 장치(아이폰 5, 아이폰 5C, 4세대 아이패드)에 대한 운영체제 지원이 완전히 중단되었으며, 64비트 프로세서가 있는 iOS 장치에서만 동작하는 최초의 iOS 버전이다.
| - 아이폰 5s - 아이폰 6 - 아이폰 6 플러스 - 아이폰 6s - 아이폰 6S 플러스 - 아이폰 SE - 아이폰 7 - 아이폰 7 플러스 - 아이폰 8 - 아이폰 8 플러스 - 아이폰 X - 아이폰 XS - 아이폰 XS Max - 아이폰 XR - 아이폰 11 Pro - 아이폰 11 Pro Max - 아이폰 11 | - 아이팟 터치 (6세대) | - 아이패드 에어 - 아이패드 에어 2 - 아이패드 (5세대) - 아이패드 미니 2 - 아이패드 미니 3 - 아이패드 미니 4 - 아이패드 프로 (12.9인치) - 아이패드 프로 (9.7인치) - 아이패드 프로 (10.5인치) |

## 같이 보기
- MacOS 하이 시에라